# Eucereon pallescens
Eucereon pallescens là một loài bướm đêm thuộc phân họ Arctiinae, họ Erebidae.